# The Bawdies
The Bawdies is een Japanse rockband die in 2004 werd opgericht. De leden zijn Roy Watanabe, Taku Funayama, Jim Kimura en Marcy Yamaguchi. De band wordt erg beïnvloed door westerse beat- en rhythm-and-bluesmuziek uit de jaren vijftig en zestig.

## Biografie
Bandleden Roy Watanabe, Jim Kimura en Marcy Yamaguchi waren als kinderen al bevriend met elkaar. Zij raakten op de middelbare school bevriend met Taku "Taxman" Funayama. Watanabe ontdekte de Amerikaanse garagerockband The Sonics, die zijn muzikale smaak erg beïnvloedde. De band werd in 2004 gevormd op nieuwjaarsdag. Hun eerste album kwam uit in 2006.

## Discografie

### Albums
- Yesterday and Today (15 maart 2006)
- Awaking of Rhythm and Blues (6 februari 2008)
- This Is My Story (22 april 2009)
- There's No Turning Back (21 april 2010)
- Live the Life I Love (8 juni 2011)

### Singles
| Jaar | Single                         | Hoogste Hitnotering | Hoogste Hitnotering |
| Jaar | Single                         | J Hot 100           | Oricon Chart        |
| ---- | ------------------------------ | ------------------- | ------------------- |
| 2007 | I BEG YOU                      | -                   | 149                 |
| 2009 | IT'S TOO LATE                  | -                   | 21                  |
| 2010 | HOT DOG                        | -                   | 7                   |
| 2010 | JUST BE COOL                   | -                   | 8                   |
| 2011 | LOVE YOU NEED YOU featuring AI | -                   | 3                   |
| 2011 | RED ROCKET SHIP                | -                   | 12                  |
| 2012 | ROCK ME BABY                   | -                   | 6                   |
| 2012 | LEMONADE                       | 3                   | 6                   |